# برج برلین
برج برلین (به آلمانی: Berliner Fernsehturm) دکل مخابراتی به ارتفاع ۳۶۸ متر، با کاربری دکل مخابراتی-رستوران است، که در شهر برلین، آلمان مستقر می‌باشد. پروژه ساخت این ساختمان در سال ۱۹۶۹ تکمیل و افتتاح گردید.

## نگارخانه

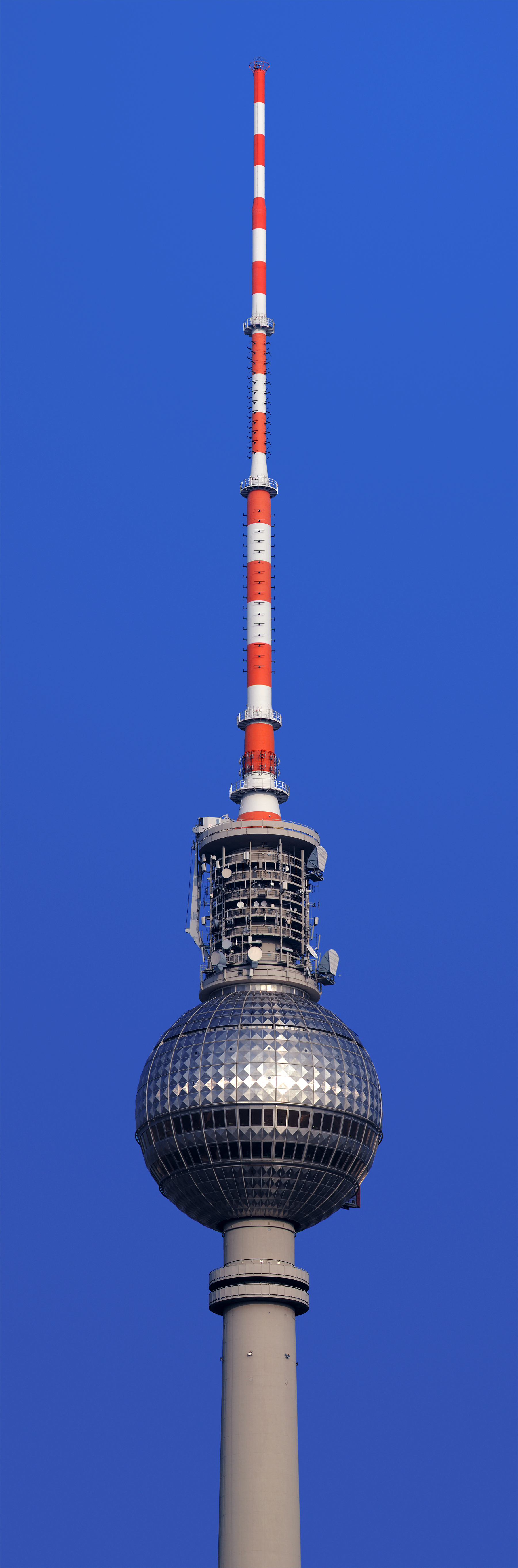
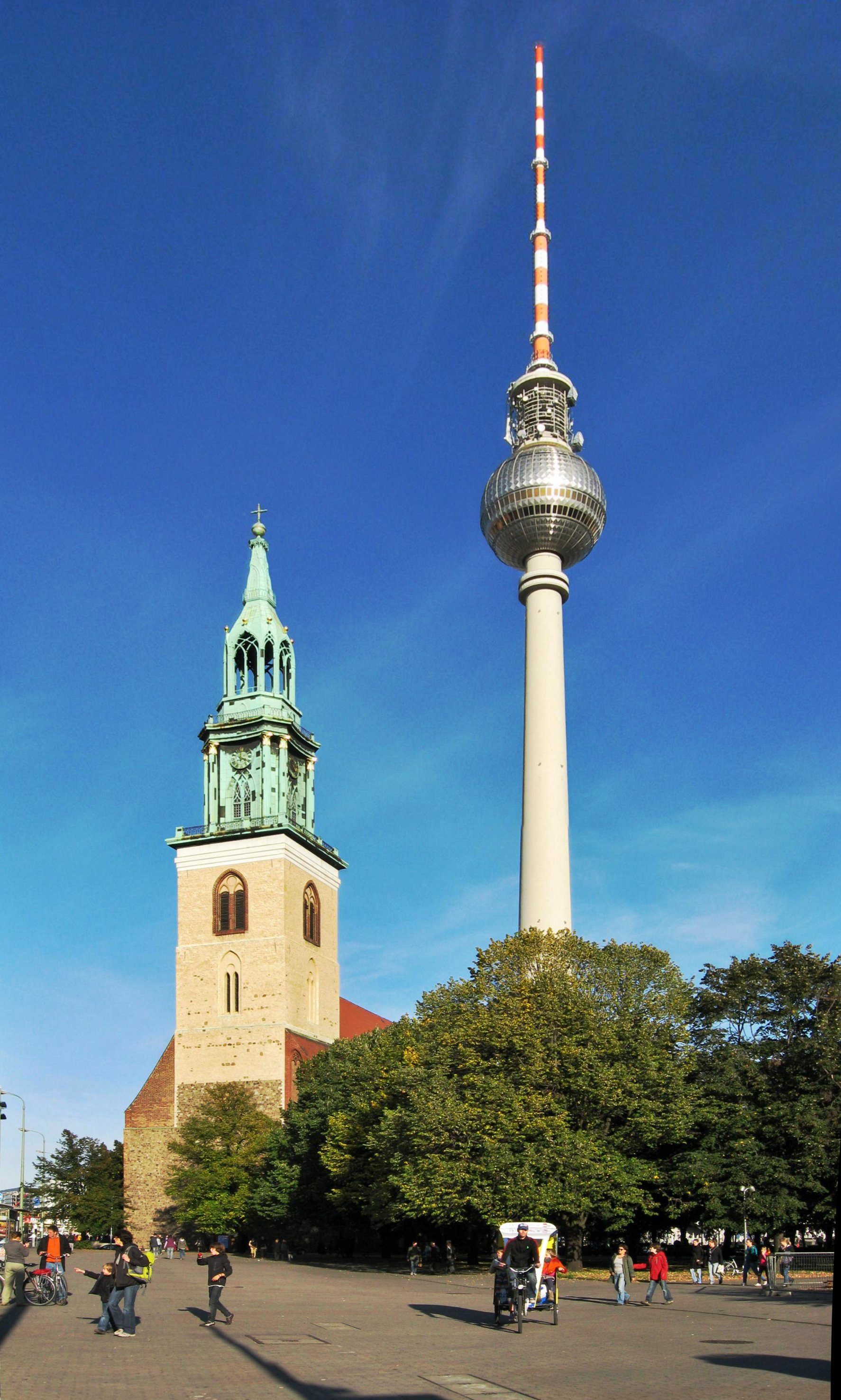
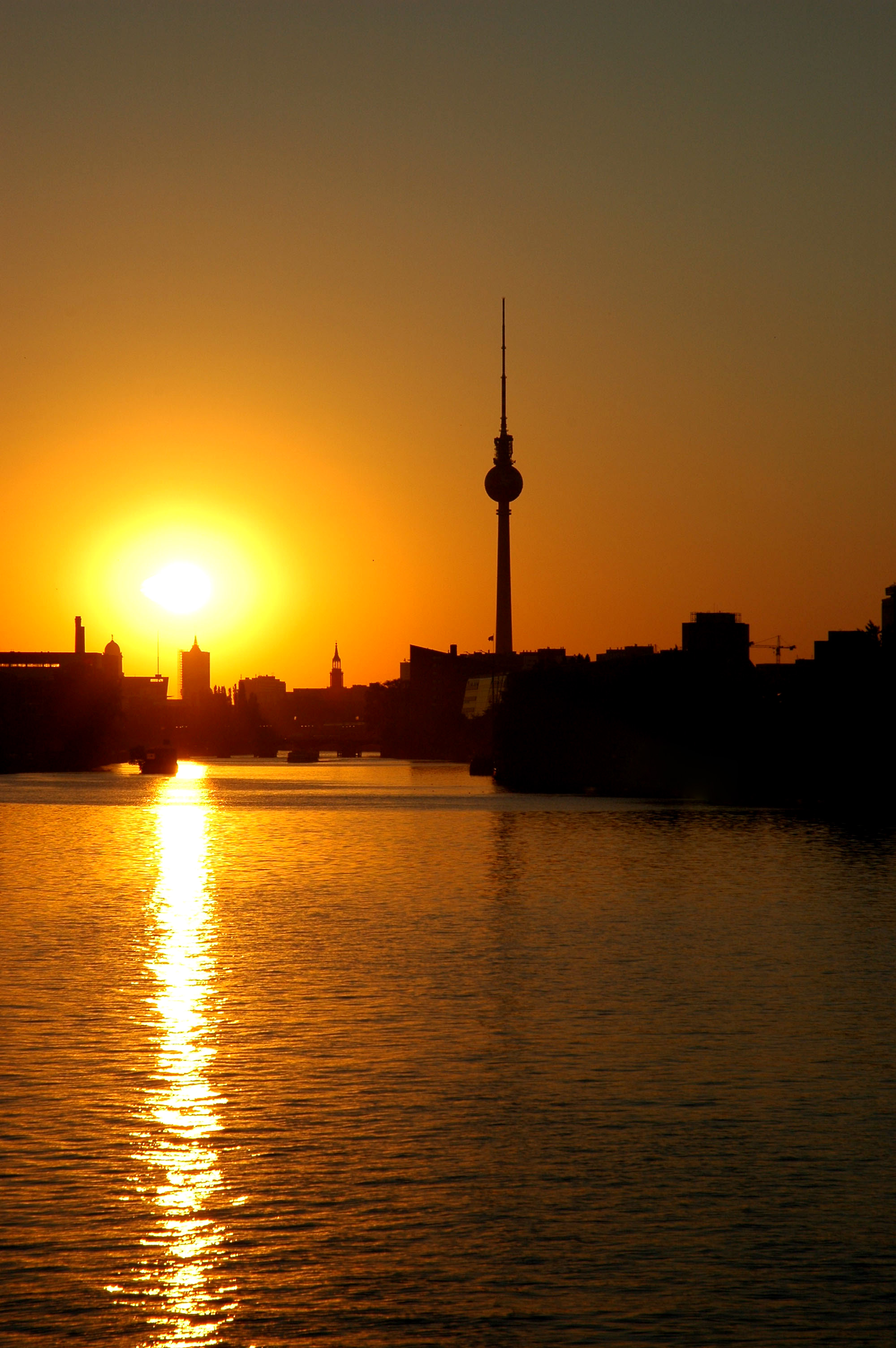
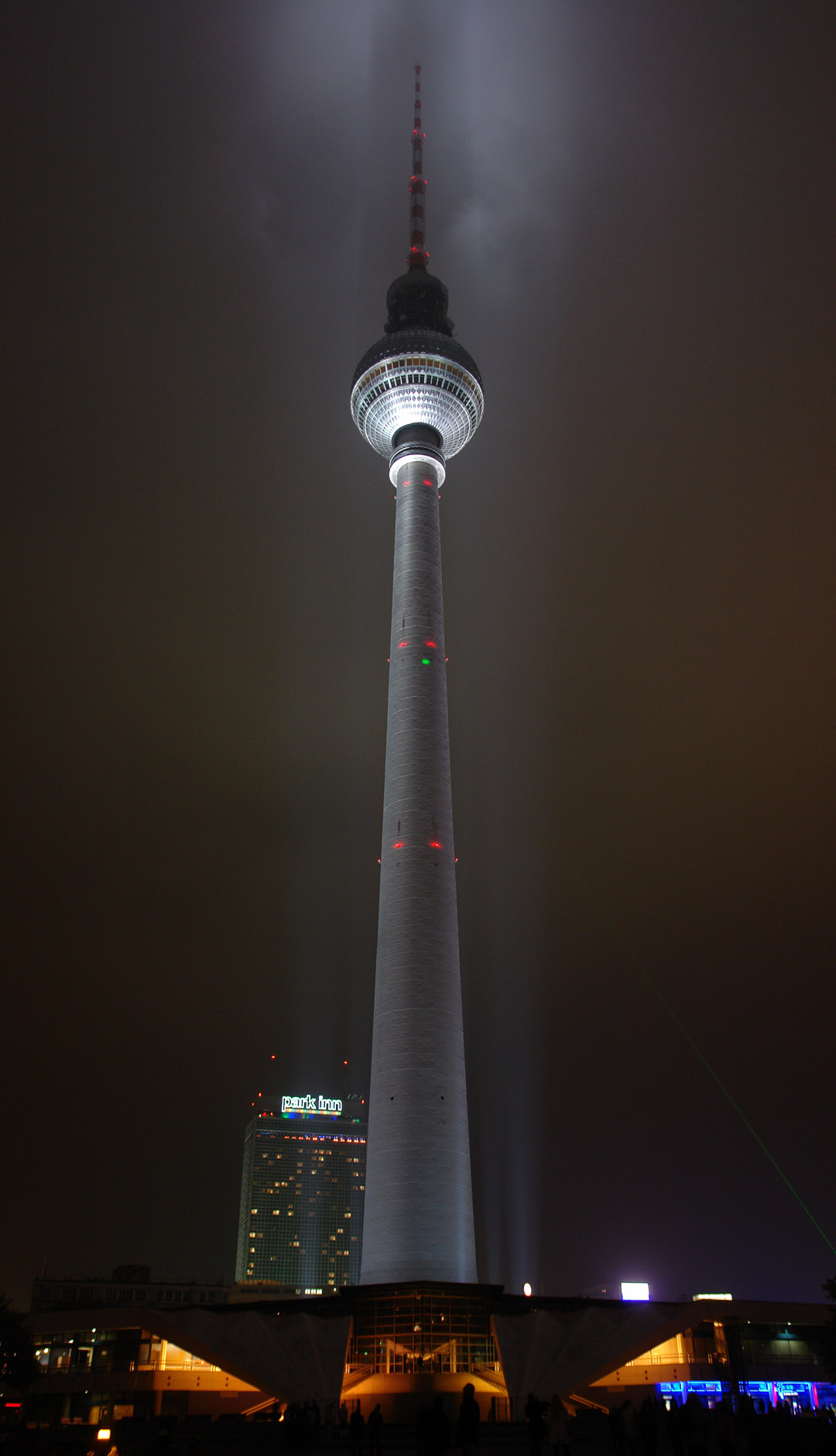
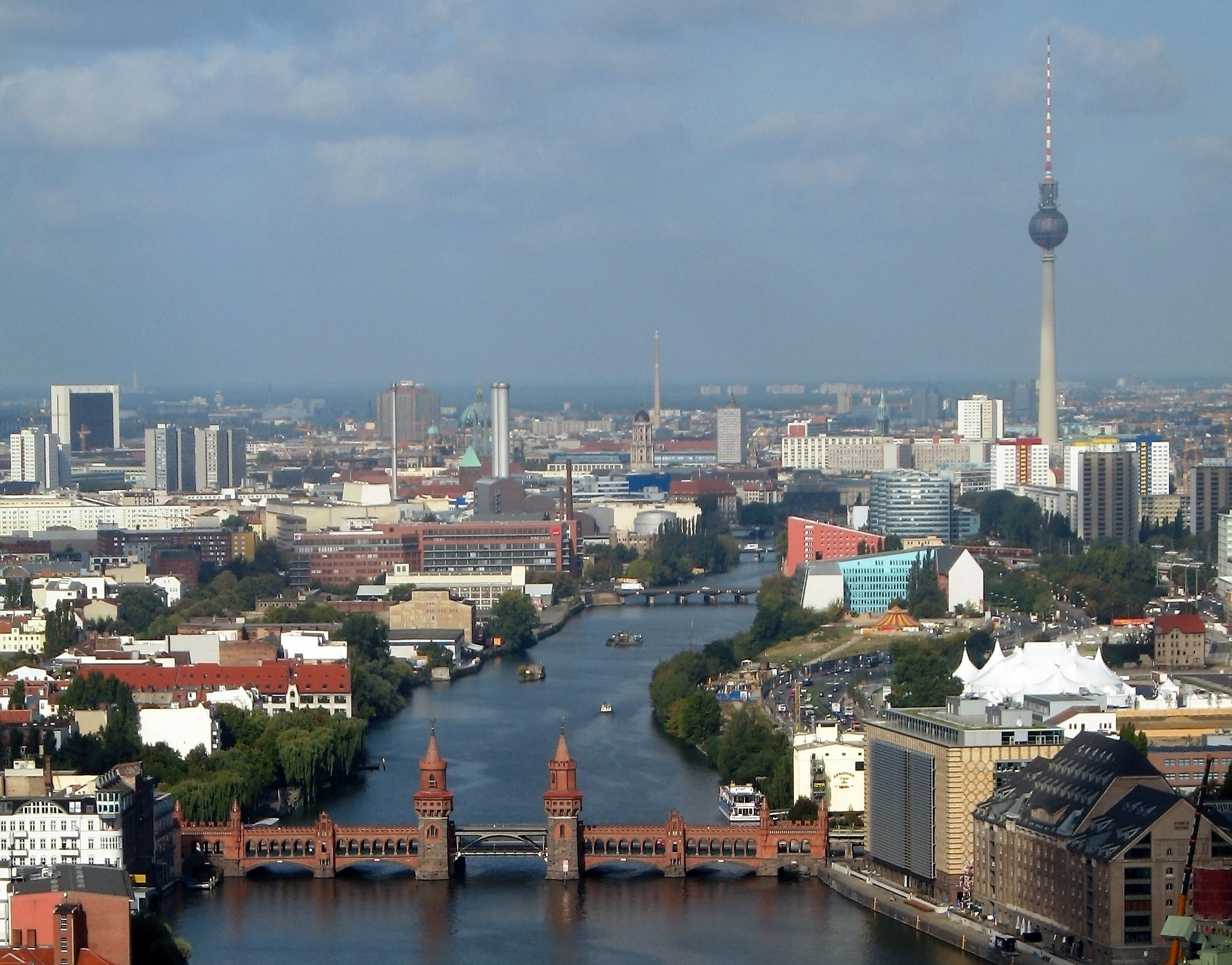
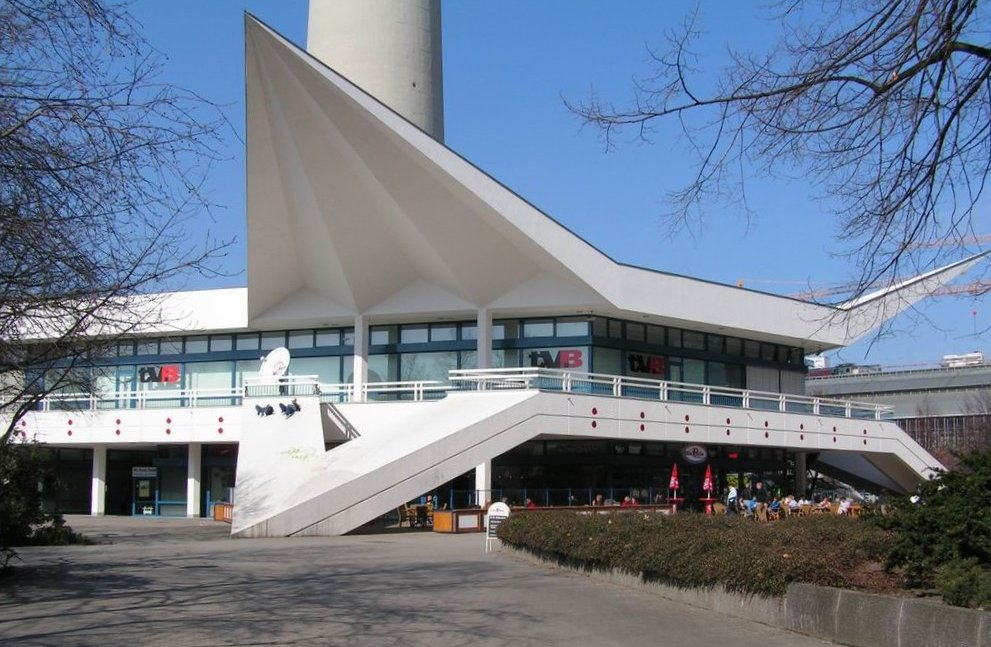
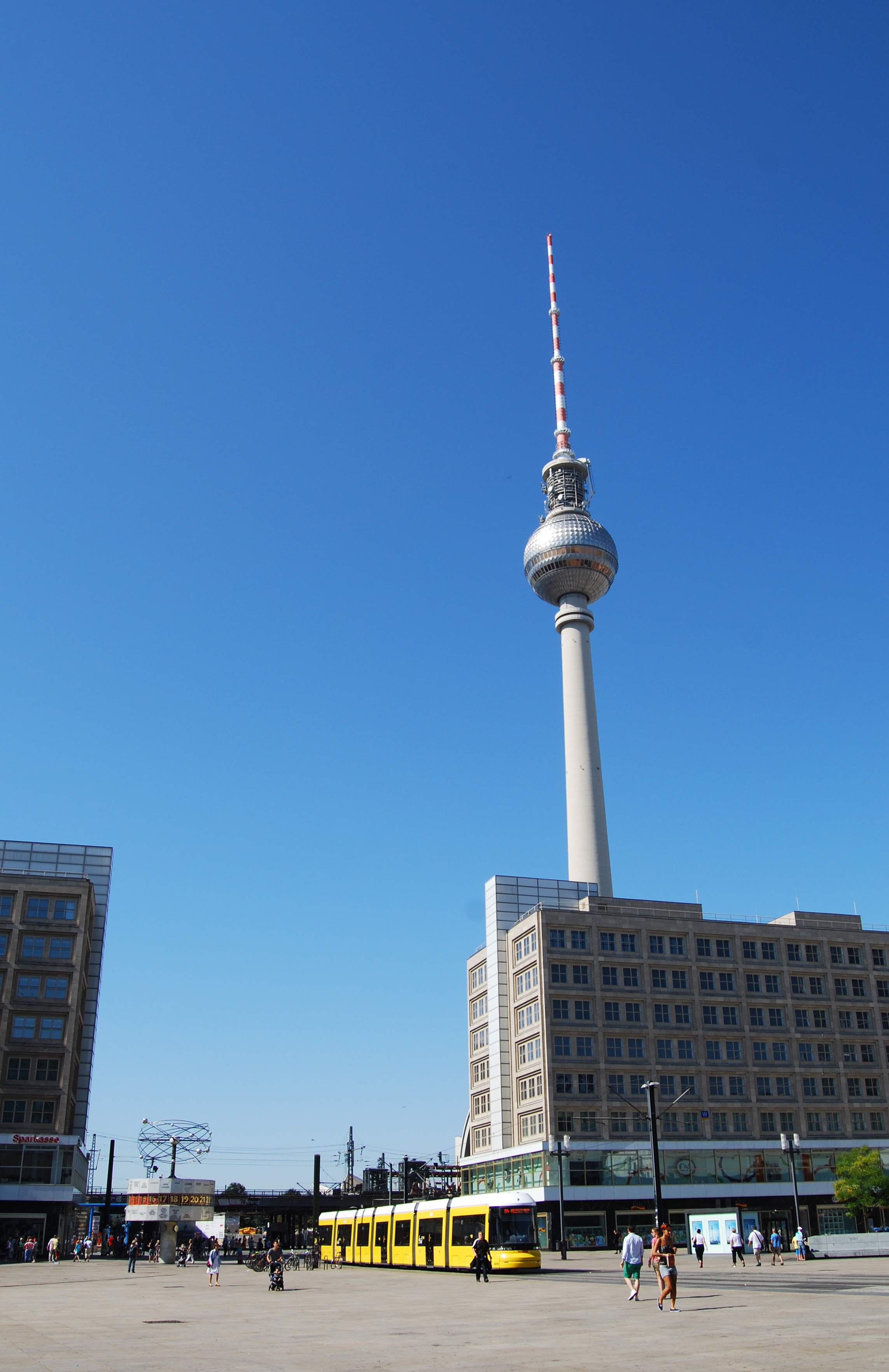
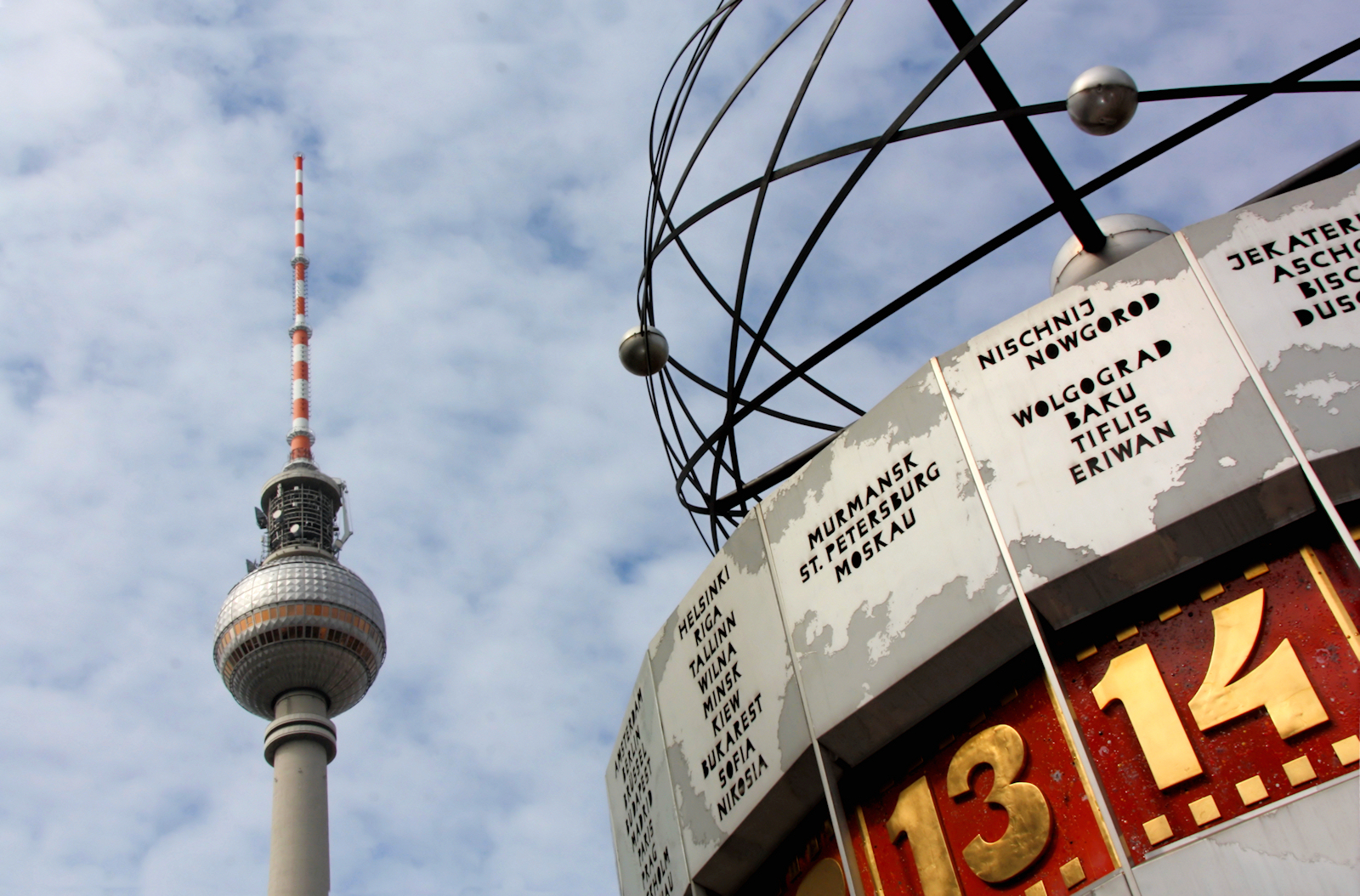
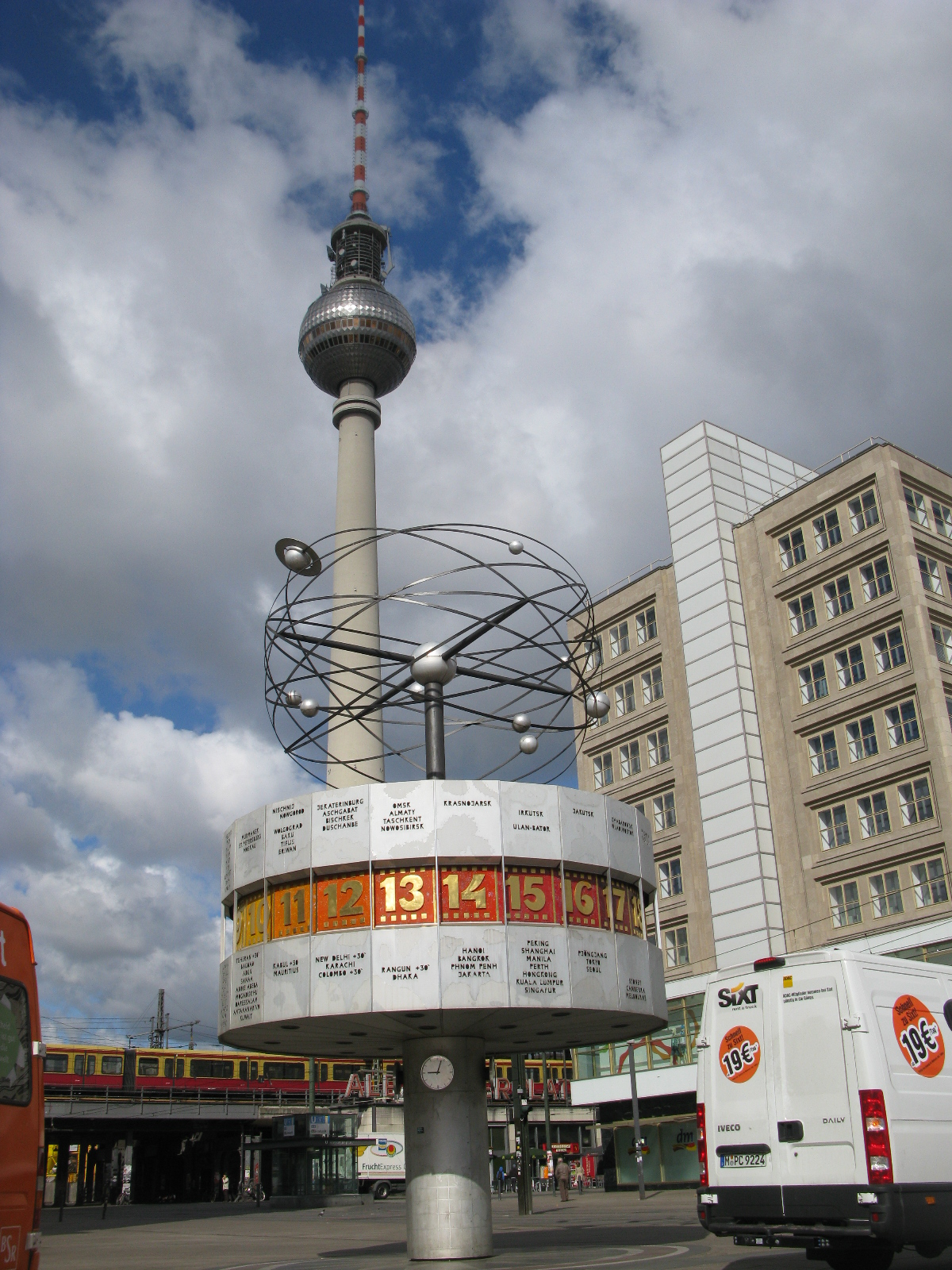
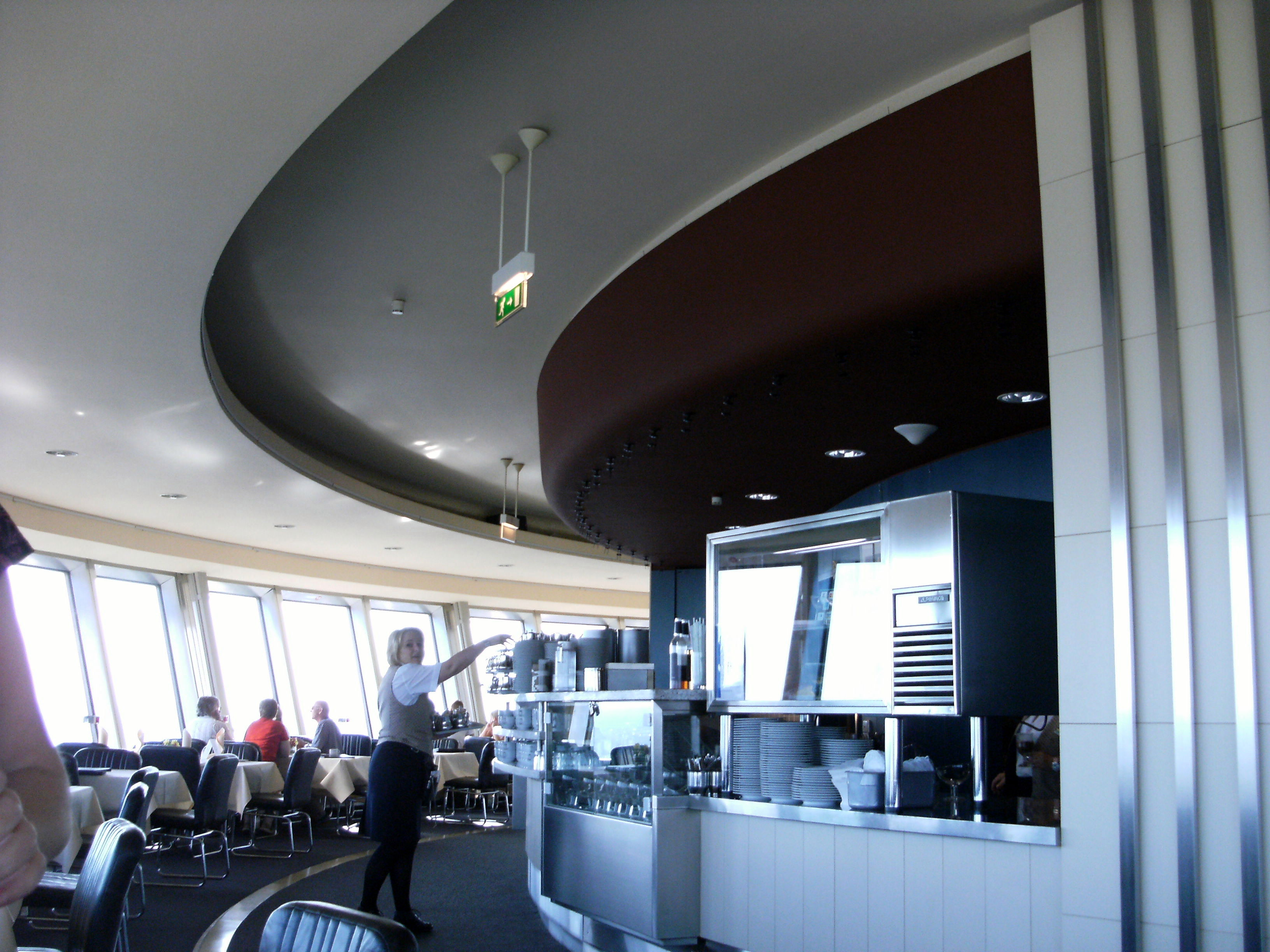
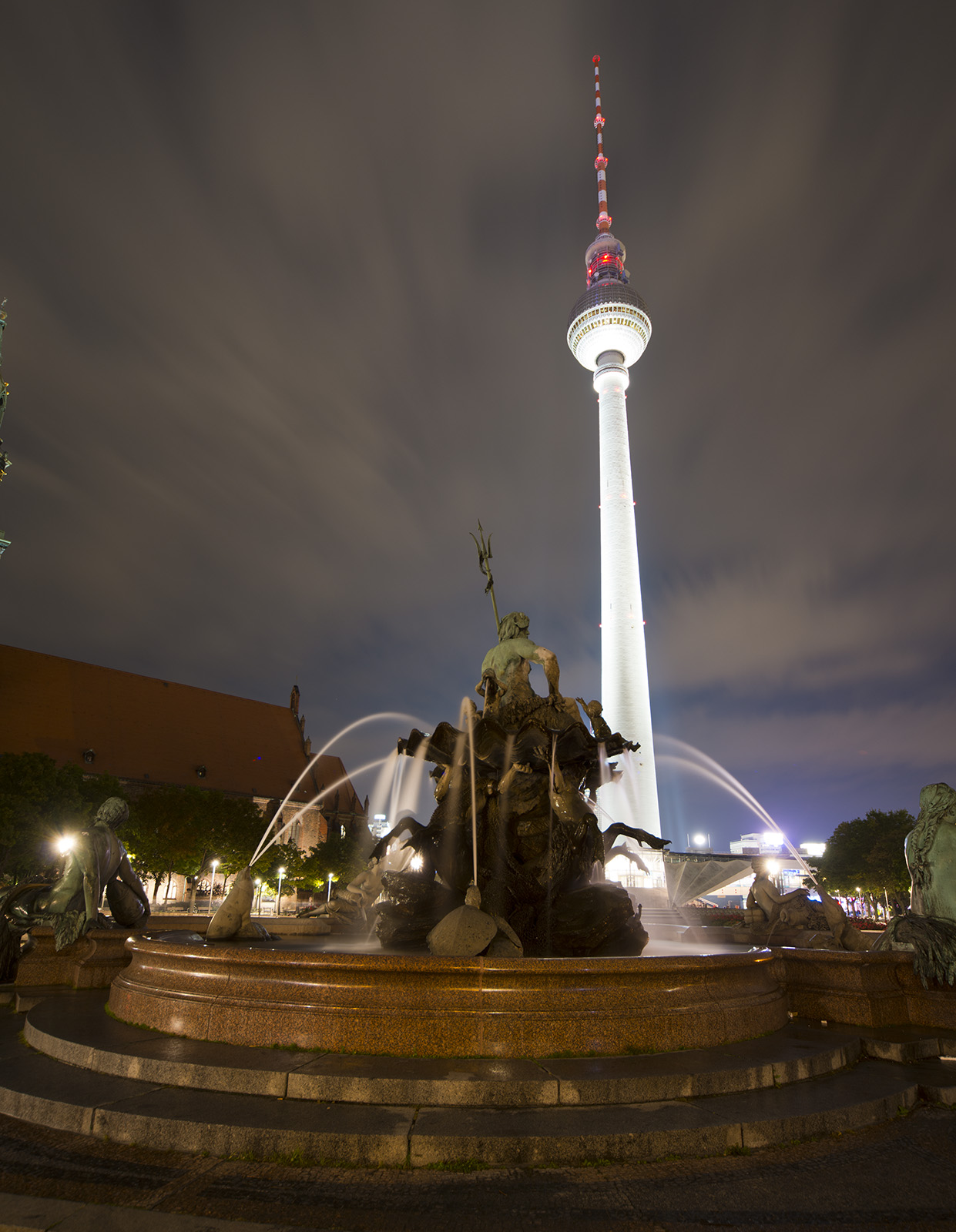
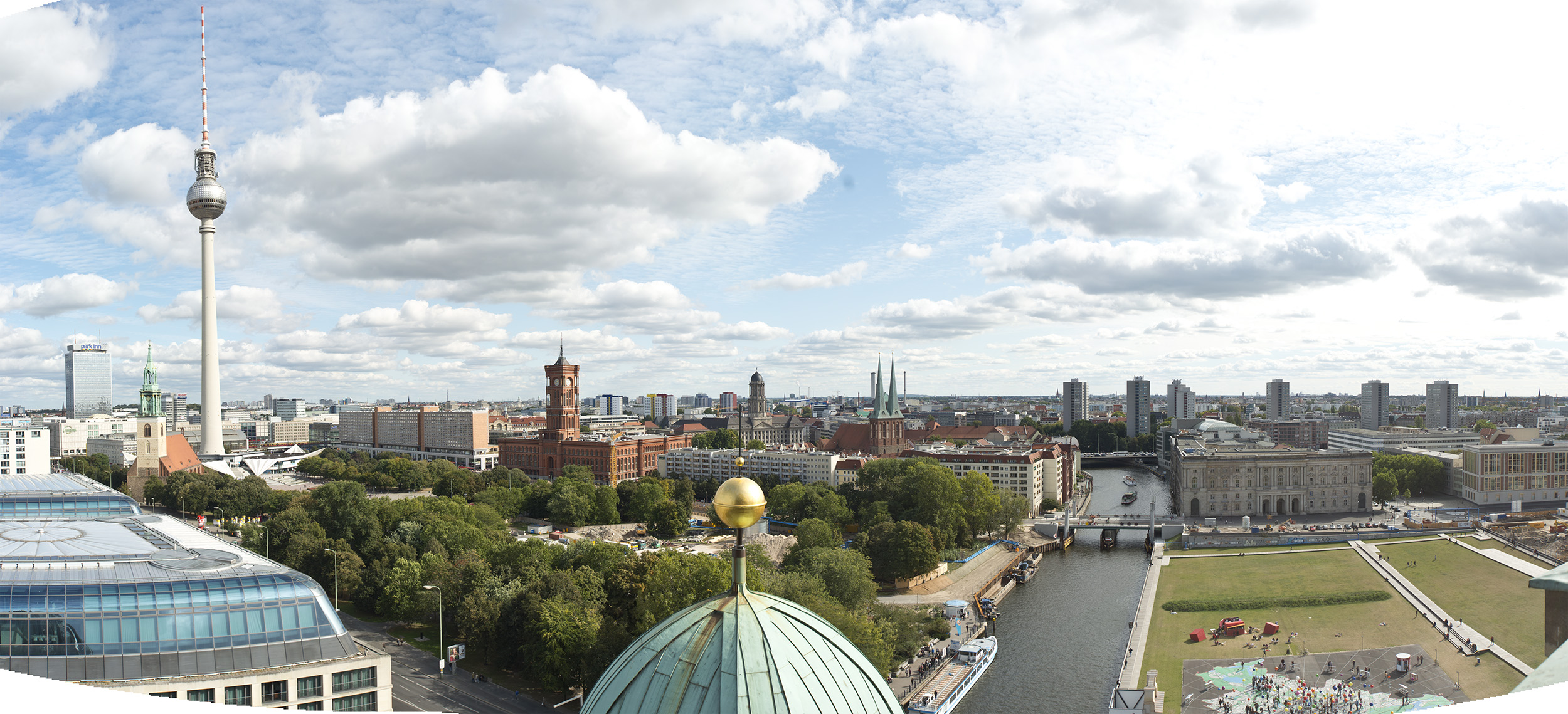